# 오미노 미후네

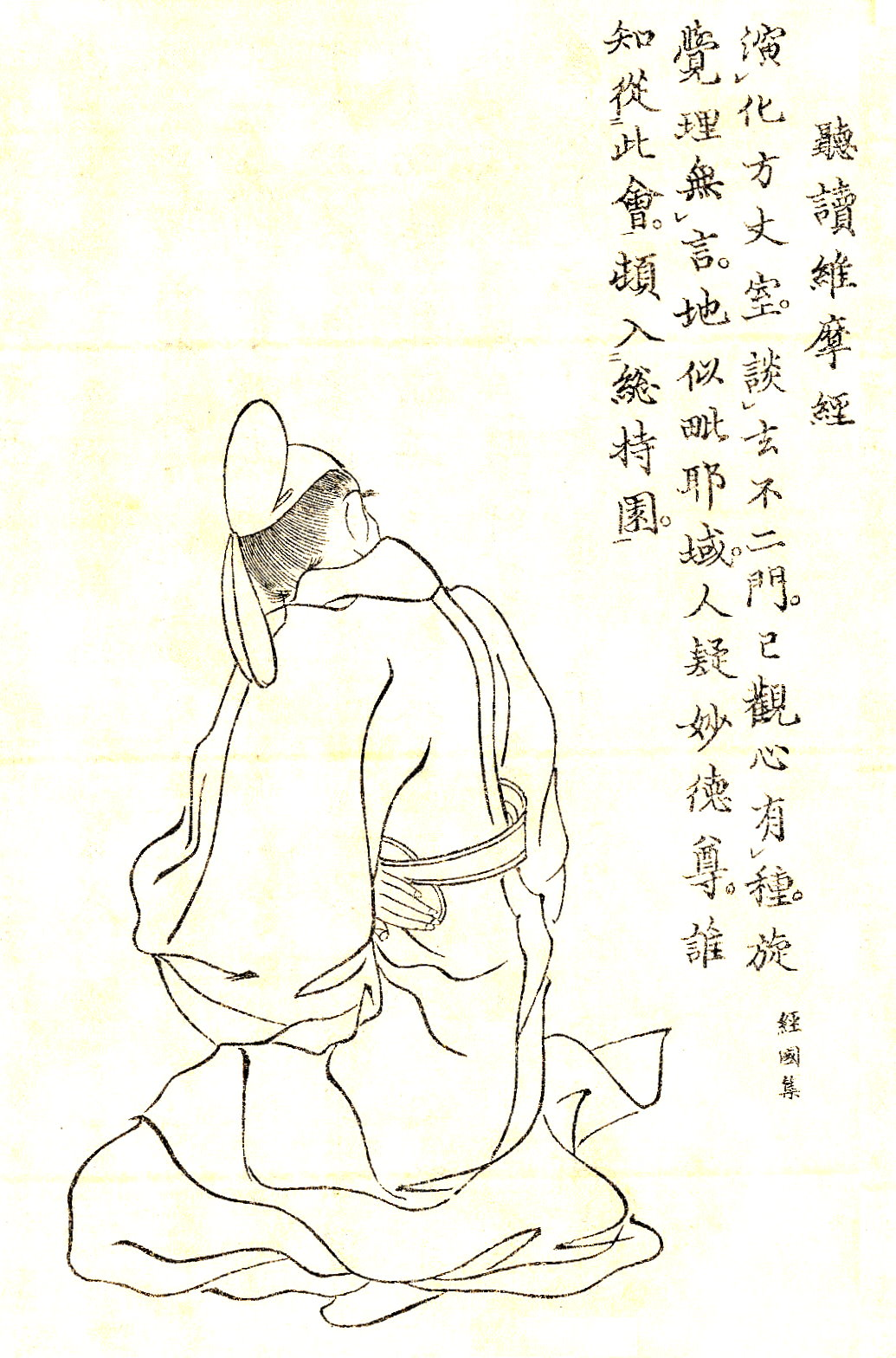
《전현고실(前賢故實)》에 실린 오미노 미후네의 초상화.

오미노 미후네(일본어: 淡海三船, 722년 ~ 785년)는 일본 나라 시대(奈良時代) 후기의 문인으로, 임신의 난으로 덴무 천황(天武天皇)에게 패하고 쫓겨나 자결한 오토모 황자(大友皇子)의 증손자이다. 식부경(式部卿) ・ 가쓰노 왕(葛野王)의 손자로 내장두(內匠頭) ・ 이케베 왕(池邊王)의 아들이다. 황족으로서의 이름은 미후네 왕(御船王)이었으며, 신적강하(臣籍降下)된 뒤 마히토(眞人)의 가바네(姓)를 받았다. 관위는 종4위하 ・ 형부경(刑部卿)이었다.

## 경력
요로(養老) 6년(722년)에 태어났다. 덴표(天平) 연간에 당나라의 승려 도센(道セン)을 따라 출가하여 법명을 원개(元開)라 칭하였다. 덴표쇼호(天平勝寶) 3년(751년) 정월 27일, 30인 가량의 여러 왕(王)들에 대한 신적강하로 '마히토(眞人)'의 가바네(姓)가 내려지면서 칙명에 따라 환속해 오미노 마히토(淡海眞人)라는 씨성(氏姓)을 받고 미후네 왕(御船王)에서 오미노 미후네라는 이름으로 고치게 되었다. 또한 식부소승(式部少丞)에 임명되었다.
덴표쇼호 8년(756년) 5월, 조정을 비방하였다는 죄목으로 오토모노 고시비(大伴古慈斐)와 함께 위사부(衛士府)에 갇히기도 했다. 덴표호지(天平寶字) 4년(760년) 정월에 정6위상 ・ 오와리노스케(尾張介)로 있으면서 산인도순찰사(山陰道巡察使)로 임명되었다가 덴표호지 5년(761년) 정월에는 종5위하 ・ 스루가노카미(駿河守)가 되었으며, 덴표호지 5년(761년) 정월에 문부소보(文部少輔)가 되었다.
덴표호지 8년(764년) 8월에 미마사카노카미(美作守)로 임명된지 한 달 만에 에미노 오시카쓰(惠美押勝), 즉 후지와라노 나카마로(藤原仲麻呂)의 난이 일어났다. 미후네는 이때 조지사(造池使)로서 오미국(近江國)에 있으면서, 병마를 조달하기 위해 나카마로가 파견한 사자를 잡아 포박하고 세타 다리(勢多橋)를 불살라서 나카마로의 반군이 도산도(東山道)로 가는 길을 막아버렸다. 이 공으로 그는 종5위하에서 정5위상으로 관위가 오르고, 훈삼등(勳三等)의 훈장(叙勲)을 수여받고 오미노스케(近江介)로 임명되었다.
그 뒤 중무대보(中務大輔) 겸 시종(侍從)을 거쳐 덴표진고(天平神護) 2년(766년) 9월, 도산도순찰사(東山道巡察使)가 되었는데, 자신의 영달에 신경쓰느라 지방 정치에 대한 검찰을 엄격히 했다. 특히 시모쓰케국(下野國)의 고쿠시(國司)들의 부정에 대한 대처가 문제가 되어 진고케이운(神護景雲) 원년(767년) 6월에 해임되었다가 두 달 뒤 다자이쇼니(大宰少貳)가 되었다(그의 도산도순찰사 해임은 당시 고켄 천황孝謙天皇의 총애를 받던 승려 도쿄道鏡와의 관계에 따른 것으로 보는 설이 있다). 도쿄가 실각된 이듬해 호키(寶龜) 2년(771년)에는 형부대보(刑部大輔)를 거쳐 이듬해 호키 3년(772년) 4월에 대학두(大學頭) 겸 문장박사(文章博士)로 임명되었다.
호키 11년(780년) 종4위하로 관위가 올랐다. 엔랴쿠(延曆) 원년(782년)에 이나바노카미(因幡守)를 겸하게 되고, 엔랴쿠 3년(784년) 형부경(刑部卿)이 되었다. 엔랴쿠 4년(785년) 7월 17일에 형부경 종4위하 겸 이나바노카미로서 사망하였다. 향년 64세였다.

## 인물
《속일본기》(續日本紀)의 졸전(卒傳)에 따르면, 그는 총명하고 예민한 성품이었고 많은 책을 독파하였으며 책을 저술하는 것을 즐겼다고 평한다. 당대에 이소노카미노 야카쓰구(石上宅嗣)와 함께 「문인의 으뜸」(文人の首)으로 불렸다고 야카쓰구의 졸전에는 전하고 있다.
젋었을 때는 승려였던 경력도 있었으며, 신라의 승려 원효(元曉)가 지은 《금강삼매경론》(金剛三昧經論)을 읽고 감탄해 호키(寶龜) 10년(779년)에 일본을 방문한 신라 사신단의 판관(判官) 설중업(薩仲業)이 원효의 손자라는 사실을 알고 그에게 한시를 지어주기도 하는 등, 외전(外典)이나 한시(漢詩)에도 뛰어났다. 그의 한시 5수가 《경국집》(経國集)에 실려 있으며, 현존하는 일본 최고(最古)의 한시집(漢詩集) 《회풍조》(懐風藻)의 찬자로 보는 설도 있다. 또한 《일본서기》(日本書紀)의 주석서인 《석일본기》(釋日本紀)에 인용된 《사기》(私記)에는 진무 천황(神武天皇)에서 겐쇼 천황(元正天皇)에 이르는 역대 천황(고분 천황弘文天皇과 몬무 천황文武天皇을 제외)의 중국풍 시호(諡號)를 모두 찬진한 사실이 기록되어 있다. 또한 호키 10년에 당나라에서 도래한 승려 감진(鑑真)의 전기(傳記)인 《당대화상동정전》(唐大和上東征伝)을 저술하였다. 《속일본기》 전반부 편집도 미후네가 관여했다고 여겨진다.
《일본고승전요문초》(日本高僧傳要文抄)에 『엔랴쿠 승록』(延曆僧録)이 지은 「담해거사록」(淡海居士錄)이 일부 남아 있다.

## 자손
조간(貞寬) 15년(873년)에 오미노 아손(淡海朝臣)이라는 가바네를 하사받았으며, 나카다 노리노부(中田憲信)의 《황윤지(皇胤誌)》 등 오미노 하마나리(淡海浜成) ・ 다카누시(高主)를 미후네의 손자로 기록한 계도(系圖)도 남아 있다.

## 참조 문헌
- 《삼국사기》
- 《속일본기》